# Sandøya (Porsgrunn)
Sandøya este o localitate din comuna Porsgrunn, provincia Telemark, Norvegia, cu o suprafață de 0,33 km² și o populație de 304 locuitori (2013).